# 1-clorooctadecano
El 1-clorooctadecano, también llamado cloruro de octadecilo o cloruro de estearilo, es un compuesto orgánico de fórmula molecular C18H37Cl. Es un haloalcano lineal de dieciocho carbonos en donde un átomo de cloro está unido a uno de los carbonos terminales.

## Propiedades físicas y químicas
A temperatura ambiente, el 1-clorooctadecano es un líquido inodoro de color amarillo pálido. Tiene su punto de ebullición a 356 °C y su punto de fusión a 21,6 °C.
Posee una densidad inferior a la del agua, ρ = 0,849 g/cm³, y en fase vapor es 10,3 veces más denso que el aire.
El valor del logaritmo de su coeficiente de reparto, logP = 10,29, indica que es mucho más soluble en disolventes apolares que en disolventes polares. En agua es insoluble.
Este cloroalcano es incompatible con agentes oxidantes fuertes y con bases fuertes.

## Síntesis
El 1-clorooctadecano puede sintetizarse haciendo reaccionar 1-octadecanol con cloruro de hidrógeno gaseoso en presencia de N-n-octilalquilpiridinio como catalizador. Ajustando la temperatura a 150 °C y tras 8 horas de tiempo de reacción, se obtiene un rendimiento del 99,8%.
Igualmente, tanto el tetrafluoroborato de 3-etil-2-fluorobenzotiazolio como el tetrafluoroborato de 2-clorobenzoxazolio reaccionan con el 1-octadecanol para proporcionar el correspondiente derivado 2-alcoxi; dicho intermediario reacciona con el anión cloruro para dar 1-clorooctadecano.
Otra forma de sintetizar 1-clorooctadecano es por hidroboración, seguida de clorinolisis, de 1-octadeceno; en la primera de estas fases, el uso de 9-alquil-9-borabiciclo[3.3.1]nonanos evita la formación de su isómero 2-clorooctadecano. En este sentido, también es posible la obtención de este cloroalcano por telomerización de etileno con cloruro de hidrógeno a alta presión en presencia de peróxidos, oxígeno molecular o alquilos metálicos.
Por otra parte, la descarboxilación térmica del cloroformiato de octadecilo, empleando cloruro de hexabutilguanidinio como catalizador, produce 1-clorooctadecano con un rendimiento del 90%.

## Usos
La reacción de 1-clorooctadecano con amoniaco líquido a 50 °C produce un 35% de 1-octadecamina. Análogamente, su reacción con dimetilamina (a 150 °C durante 24 horas) permite obtener la correspondiente amina terciaria —dimetiloctadecanilamina— con un rendimiento del 100%.
También se ha empleado este cloroalcano en reacciones de eliminación con el fin de crear dobles enlaces en cadenas carbonadas. Así, al tratar 1-clorooctadecano con diisopropilamida de litio o hidruro de sodio se obtiene 1-octadeceno con un rendimiento del 86%.

## Biodegradación
Se ha estudiado como la bacteria marina gramnegativa Marinobacter hydrocarbonoclasticus, cultivada con 1-cloroctadecano como única fuente de carbono, incorpora este cloroalcano en ácidos grasos y β-hidroxiácidos. Se ha sugerido un metabolismo para el 1-cloroctadecano a través de la oxidación a ω-cloroácido seguida de la vía clásica de β-oxidación. La formación de hidroxiácidos clorados, tales como ácidos grasos ω-clorados en lípidos celulares, podría explicar la incompleta mineralización de cloroparafinas en el medio ambiente.

## Precauciones
El 1-clorooctadecano es un compuesto combustible que tiene su punto de inflamabilidad a 184 °C y su temperatura de autoignición a 230 °C. Al arder puede desprender humos tóxicos con cloruro de hidrógeno y monóxido de carbono.